# ادواردو گوربیندو
ادواردو گوربیندو (اسپانیایی: Eduardo Gurbindo‎؛ زادهٔ ۸ نوامبر ۱۹۸۷) بازیکن هندبال اهل اسپانیا است.
از باشگاه‌هایی که در آن بازی کرده‌است می‌توان به باشگاه هندبال بارسلونا اشاره کرد.